# Конотопський Ігор Богданович
І́гор Богда́нович Коното́пський (18 серпня 1963, с. Чернелів-Руський, Тернопільська область — 18 серпня 2022, Сумська область) — український військовослужбовець, солдат Збройних сил України, учасник російсько-української війни. Почесний громадянин міста Тернополя (2022, посмертно).

## Життєпис
Ігор Конотопський народився 18 серпня 1963 року в селі Чернелів-Руський, нині Байковецької громади Тернопільського району Тернопільської области України.
Після закінчення Збаразького училища (фах столяра-паркетника) пішов в армію, де дослужився до заступника командира взводу. Після служби в армії працював вантажником у магазині спорттоварів, був учнем слюсаря механообробних робіт на заводі «Ватра». А у 1985 році поїхав у Калінінградську область і став матросом.
Проживав у Великих Бірках. Мав торгівельну точку на авторинку «Мотор».
Воював із перших днів повномасштабного російського вторгнення. Загинув 18 серпня 2022 року під час виконання військового обов'язку на Сумщині. 
Похований 24 серпня 2022 року на кладовищі в смт Великі Бірки Тернопільського району Тернопільської области.
Залишились дружина і двоє синів.

## Нагороди
- почесний громадянин міста Тернополя (14 листопада 2022, посмертно)[1][2].